# Succinea strigata
Succinea strigata är en snäckart som beskrevs av Ludwig Pfeiffer 1855. Succinea strigata ingår i släktet Succinea och familjen bärnstenssnäckor. Inga underarter finns listade i Catalogue of Life.